# Kreuzkirche (Hof)

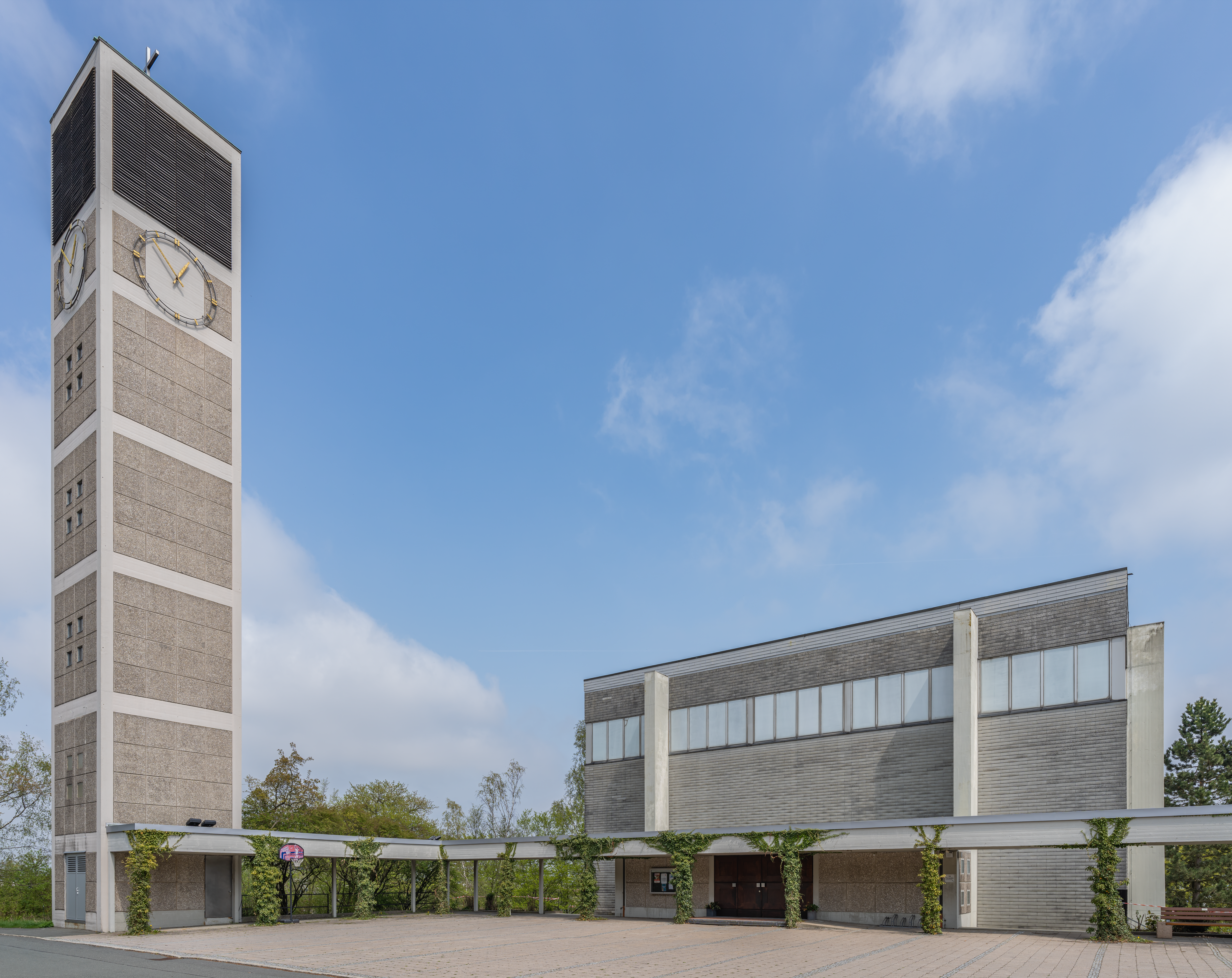
Kreuzkirche Hof, Gesamtensemble

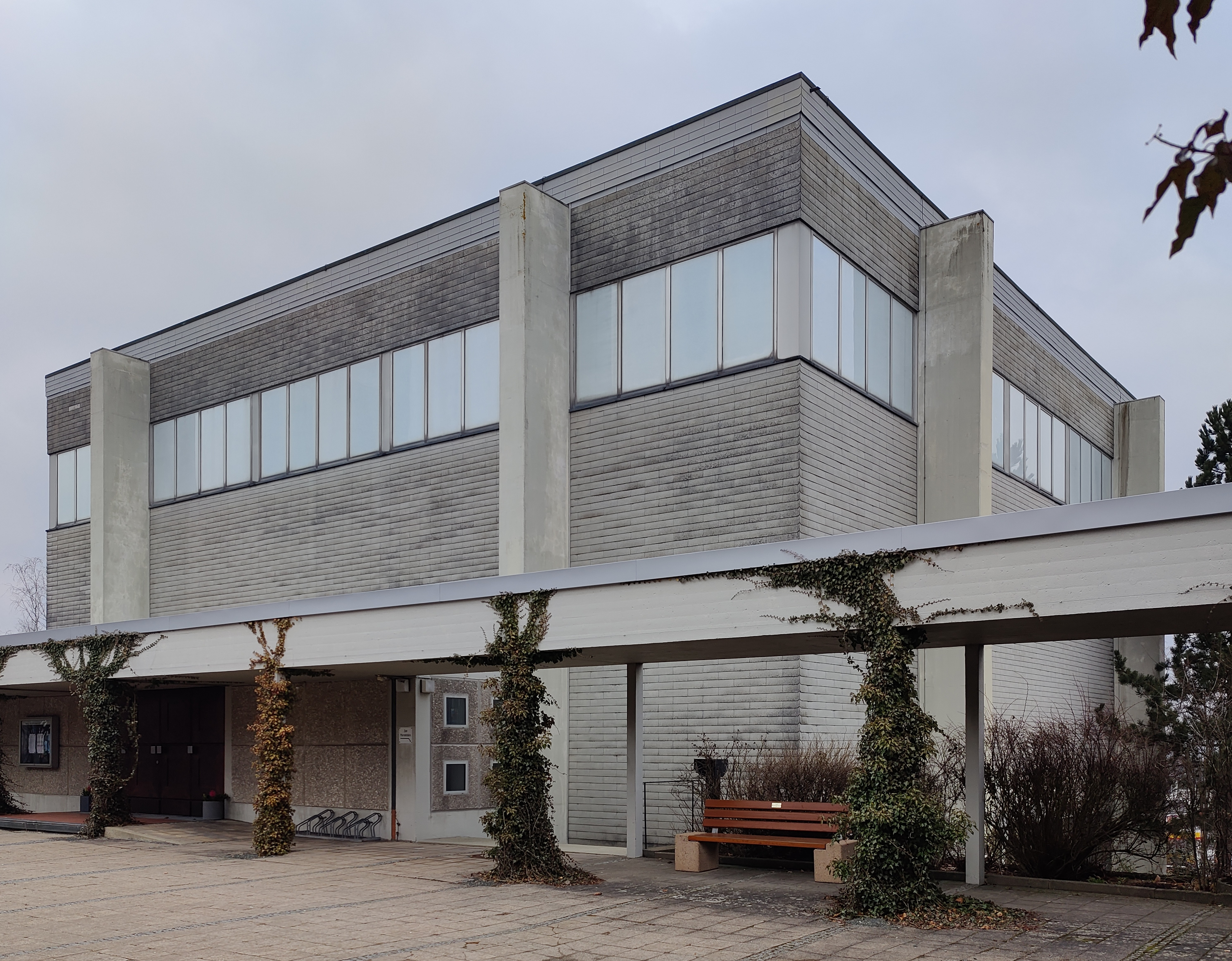
Kirchbau

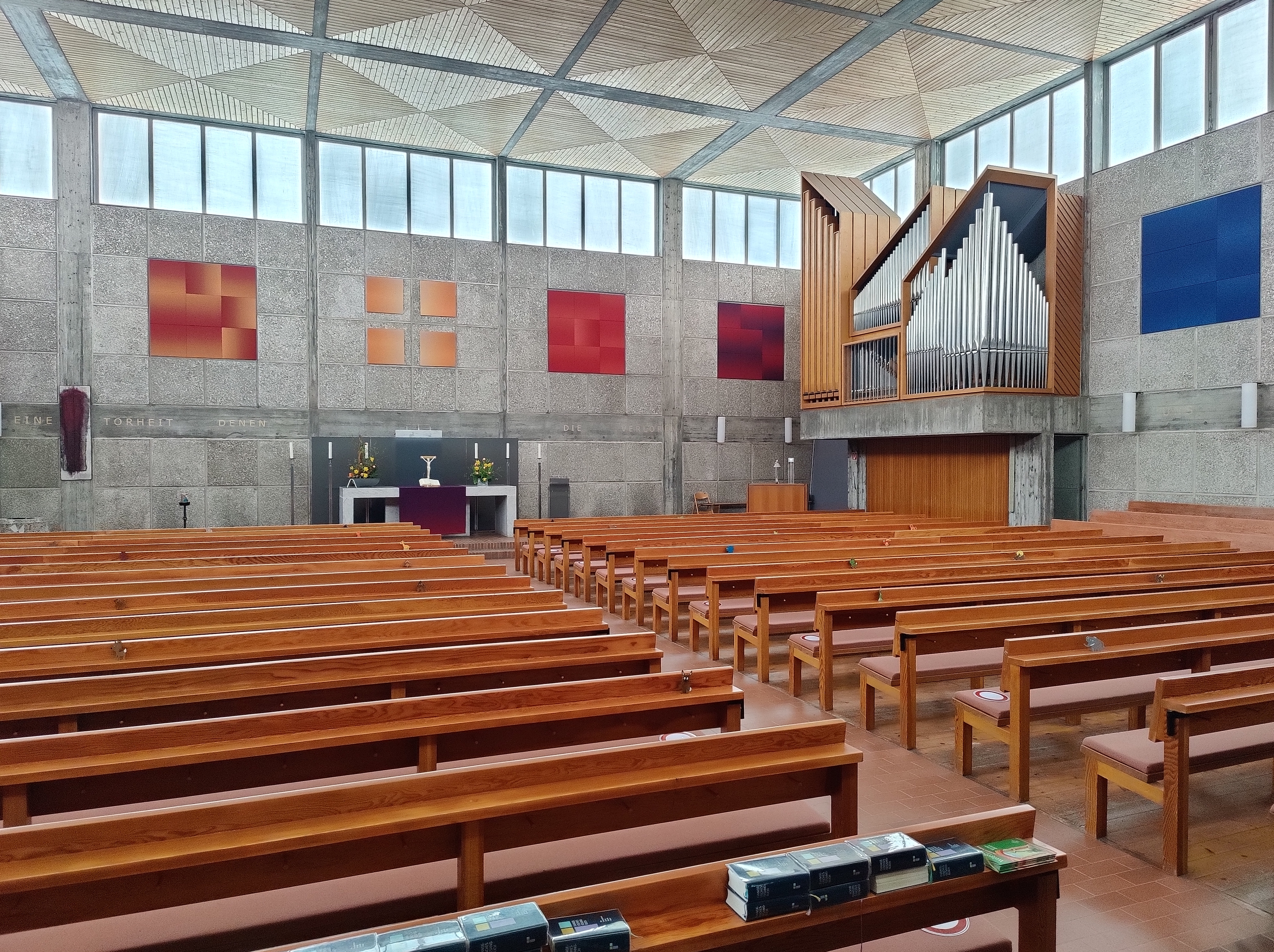
Innenraum mit Peter-Orgel (2022)

Die Kreuzkirche in Hof ist eine evangelisch-lutherische Kirche im Hofer Stadtteil West. Es ist ein Kirchenbau der Nachkriegsmoderne, fertiggestellt im Jahre 1963. Sie ist der neueste evangelische Kirchenbau in Hof; nur die katholische Kirche St. Pius ist jünger.
Die Kirche entstand für das Neubaugebiet Hof West und die damals noch selbständige Landgemeinde Wölbattendorf. Die Kirche dient der Evang.–Luth. Kirchengemeinde der Kreuzkirche als Gemeindekirche. Die Gemeinde ist zugehörig zum Dekanat Hof der Evangelisch-Lutherischen Kirche in Bayern. Die Gemeinde wurde erst 1966 eigenständig, vorher gehörte das Gemeindegebiet zur St. Michaelis-Kirche.

## Baubeschreibung
Die Kreuzkirche wurde von Kurt Richter entworfen und zeigt viel Sichtbeton, sowohl innen als auch außen. Sie kann dem Minimalismus und Brutalismus zugeordnet werden. Die Kirche hat einen quadratischen Grundriss und einen freistehenden, quadratischen Turm (Campanile). Das Ensemble wird ergänzt durch ein eingeschossiges Pfarrhaus. Alle Gebäude verfügen über ein Flachdach und sind durch eine u-förmige Kolonnade verbunden, die den Vorplatz einrahmt. Turm und Kirchengebäude wurden als Stahlbeton-Skelettkonstruktion errichtet, ausgefacht mit quadratischen Waschbetonelementen, die anfangs bei beiden Gebäuden auch außen sichtbar waren, heute nur noch beim Turm. Das Innere des Kirchenraums ist stützenfrei und ebenfalls von der sichtbaren Betonstruktur und nackten Waschbetonausfachungen geprägt. Altar und Kanzel befinden sich an der östlichen Außenwand. Ähnlich einem Kanzelaltar sind Altar und Kanzel hinter- und übereinander gestaffelt. Die Orgel wurde 1971 von Willi Peter erbaut.
1973 wurden nach vielen Wasserschäden die Außenwände des Kirchengebäudes mit Faserzement-Schindeln verkleidet, so dass die Betonstruktur von außen nicht mehr sichtbar ist, von innen allerdings schon. Der Turm blieb unverkleidet und zeigt nach wie vor auch nach außen die prägnante Betonrasterstruktur mit Ausfachungen aus Waschbeton. 
2008 wurde der Innenraum der Kirche modifiziert. Ausgehend von dem Motiv des Quadrates schuf die Künstlerin Sonja Weber an den Wänden eine Reihe schlichter abstrakter quadratischer Farbfelder, die auch aus quadratischen Teilflächen zusammengesetzt sind. Der Kanzelaltar wurde von Günter Hornfeck angepasst.